# La Mazamorra
La Mazamorra és un centre poblat de l'Uruguai, ubicat al nord-est del departament de Durazno. Té una població aproximada de 150 habitants, segons les dades del cens del 2004.
Es troba a 34 metres sobre el nivell del mar.